# Лейк-Дифенбейкер
Лейк-Дифенбейкер (англ. Lake Diefenbaker) — водохранилище на юге провинции Саскачеван в Канаде.

## География
Одно из больших водохранилищ Канады — площадь равна 430 км², самый крупный водоём в южной части провинции Саскачеван. Высота над уровнем моря 556,8 метра, колебания уровня водохранилища до 7,5 метра.
Водохранилище образовано плотиной Гардинер на реке Саут-Саскачеван и плотиной на реке К’Аппель. Плотина Гардинер является одной из самых больших в мире и имеет высоту 64 метра и длину 5 километров. Проект был представлен в 1958 году, строительство плотины начали в 1959, заполнение водохранилища произошло в 1967 году. Используется для ирригагации, выработки электроэнергии и в рекреационных целях. Город Риверхерст расположен на южном берегу, возле него через водохранилище организовано паромное сообщение.

## Климат
Средняя температура самого холодного месяца (января) составляет −12,3 °C, самого тёплого месяца (июля) составляет 26,4 °C, среднегодовая температура равна 8,9 °C. Минимальное количество осадков выпадает в ноябре — 9 мм, максимальное в июне — 65 мм, среднегодовое количество осадков равно 315 мм. Ледостав с декабря по апрель.

## Фауна
В водохранилище обитает 26 видов рыбы, в том числе озёрная и радужная форель, атлантический лосось, налим, щука, сиг, сазан, светлопёрый судак, окунь. Рекордные по весу налим и радужная форель были выловлены именно в этом водоёме. На берегах водохранилища расположены 3 провинциальных парка (Даниэльсон, Дуглас и Саскачеван Лэндинг) и несколько региональных.
Проблемой водохранилища, как и у многих других водохранилищ, является размыв берегов, который происходит со скоростью 3 метра в год.
Названо в честь Джона Дифенбейкера, первого уроженца Саскачевана, ставшего премьер-министром Канады.